# Señorío de Coinan
El señorío de Coinan (del nahuatl: Tototlán tlahtocayotl, 'reino del lugar de los pájaros'), y oficialmente Coinán tlahtocayotl, fue una monarquía hereditaria precolombina del posclásico tardío perteneciente a la región cultural del occidente mexicano cuyos habitantes eran de la etnia Coca, ubicado en la costa noreste del lago de Chapala, en el actual estado de Jalisco. Su territorio limitaba al norte, con los señoríos de Acatic y Tecpatitlán; al sur y sureste, con el Imperio purépecha; y al oeste, con el señorío de Chapallan. Tenía tributarios a los cacicazgos de Atotonilco (El Alto), Ocotlán y Ayo-Ayotlán, su capital era Tototlán, fue fundado en el año de 1210 por el caudillo Xitecomotl, quien derrotó a sus antiguos pobladores, que eran probablemente tecos.

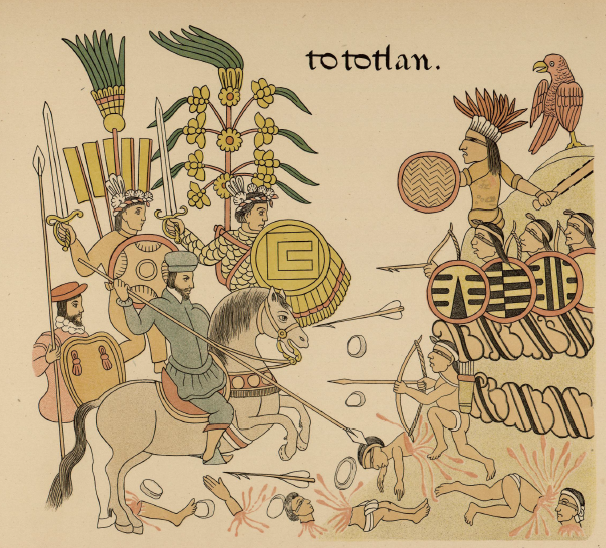
Derrota del reino de coinan por tlaxcaltecas y españoles, Lienzo de Tlaxcala.

Al encontrarse colindando con los tarascos eran grandes enemigos de éstos y se encontraban constantemente en guerra, a pesar de eso no participaron en la famosa guerra del Salitre.
Adoraban al dios Ixtlacateotl, al que levantaron un lugar de adoración en el cerro Las Villas. Se levantaron en armas en 1541 en la guerra del Mixtón, en conjunto con los caxcanes y tecuexes, ascendieron a 14000 los sublevados, al ser vencidos los caxcanes, los cocas también se rindieron.